# Riu Shapur
El riu Shapur és un curs fluvial principalment al Fars a l'Iran; alguna vegada apareix sota el nom de Bishawur o Bishavur, Bouschavir i Boschavir, i com a riu de Tawwaj. Es creu que és l'antic Granis, Dratinus o Ratinus esmentat per Arrià i Plini el Vell. El nom Tawwaj s'aplica més aviat al curs inferior format per la unió de dos rius, el Shapur i el Dalaki Rud. Els geògrafs àrabs anomenaren el curs superior com Nahr Ratin, relacionat amb el nom llatí. El mateix Shapur neix a les muntanyes de la comarca de l'antiga Bishapur i desaigua al golf Pèrsic entre Janabi i Mandistan, a poca distància al nord de Bushehr i front a l'illa de Kharik. Antigament a no gaire distància de la costa i a la vora del riu hi havia una residència reial anomenada Taoké que correspondria a la vila de Tawwaj o Tawwaz i hauria donat el nom al curs inferior del Shapur, possiblement a la moderna Dih Kuhna, cap del districte de Shabankara al comtat de Dashtistan (moderna província de Buixehr).